# Partito Liberale (Israele)
Il Partito Liberale Israeliano (in ebraico מפלגה ליברלית ישראלית, Miflaga Liberalit Jisra’elit) è stato un partito politico israeliano e uno dei predecessori del Likud.

## Storia
Il partito si formò l'8 maggio 1961, attraverso una fusione tra i Sionisti Generali e il Partito Progressista, dando al partito 14 seggi nella Knesset. Alle elezioni parlamentari israeliane del 1961, il partito ricevette 17 seggi, tanto quanto Herut. Il 25 maggio 1965, si unì a Herut per formare il Gahal. Tuttavia, i due partiti sono rimasti in questa alleanza come fazioni indipendenti. L'alleanza durò fino al 1973. L'alleanza successiva che il partito ebbe nel 1973 fu un'alleanza con il Likud. Il partito cessò di esistere nel 1988 quando il Likud divenne un partito unitario.

## Presidenti
- Peretz Bernstein (1961−1965)
- Elimelekh Rimalt (1965−1975)
- Simha Erlich (1976−1988)